# Kieferndrehrost

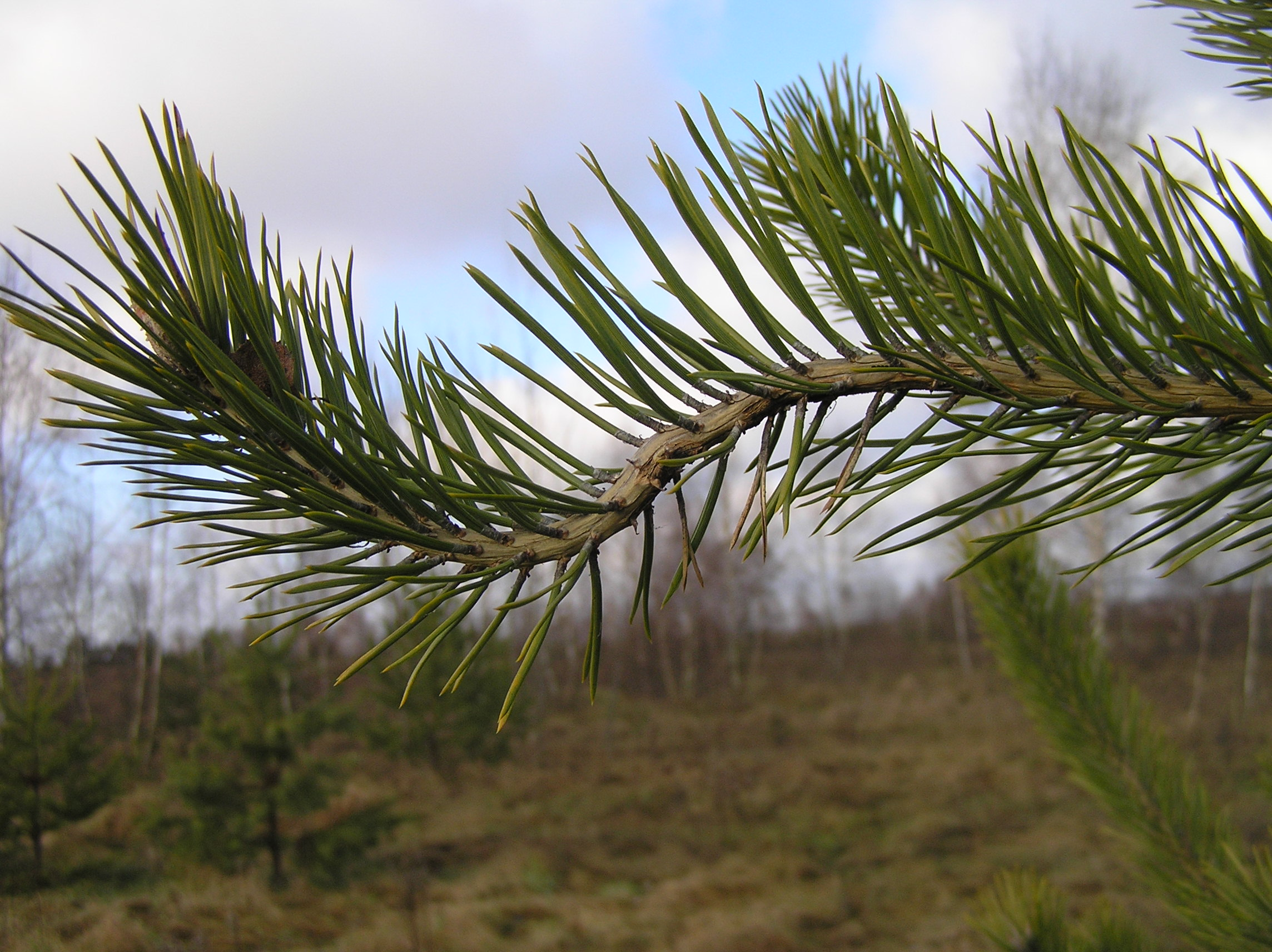
Von Melampsora populnea befallener Kiefernzweig

Der Kieferndrehrost (Melampsora populnea, Syn.: Melampsora pinitorqua) ist ein Krankheitserreger aus der Klasse der Rostpilze, der Wachstumsstörungen an verschiedenen Kiefernarten auslöst.

## Ökologie
Der die Erkrankung verursachende Rostpilz zeigt einen obligaten Wirtswechsel. Während die Kiefern als Haplontenwirt fungieren, dienen Pappeln (Weißpappel, Zitterpappel und Grau-Pappel) als Dikaryontenwirt, weshalb der Pilz den gültigen wissenschaftlichen Namen Melampsora populnea erhielt anstatt Melampsora pinitorqua.
Auf dem Falllaub von Pappeln werden im Frühjahr Basidiosporen gebildet, die die Kiefern infizieren. Hier rufen sie die typischen Verformungen und Wachstumsstörungen an den Trieben, in denen der Pilz interzellulär wächst, hervor. An den infizierten Stellen bilden sich zuerst gelbe Flecken, in deren Bereich zunächst Spermogonien, dann gelb-orange, peridienlosen Aecidien gebildet werden.
An der befallenen Stelle wird natürlich auch die Streckung des Triebes unterbrochen oder zumindest stark gehemmt, das hat zur Folge, dass der Trieb sich nach unten krümmt. Durch negativ-geotropes Verhalten richtet sich die Triebspitze wieder auf und ruft deshalb die typische S-förmige Krümmung hervor.
Die in den Aecidien gebildeten Sporen infizieren den Zwischenwirt (Dikaryontenwirt). Auf der Unterseite der Pappelblätter treten zahlreiche kleine gelbe Flecke auf, in deren Bereich sich unterseits ab Juli gelbliche stäubende Sporenlager befinden. Es handelt sich hier um die Sommersporen (Uredosporen), die zur Krankheitsausbreitung dienen. Im Herbst bilden sich auf den befallenen Blättern dunkelbraune Pusteln, die Wintersporenlager mit den Teleutosporen. Letztere überwintern und sind Ausgangspunkt für die Basidiosporen, die wieder junge Triebe von Kiefern infizieren. 
Die Pappeln werden nicht ernsthaft geschädigt, dennoch kann es zu vorzeitigem Blattfall kommen. 
Als Nebenwirt wird die Waldkiefer befallen, aber auch Bergkiefer, Schwarzkiefer und Weymouth-Kiefer.

## Maßnahmen
Durch den obligaten Wirtswechsel wird die Krankheit durch Entfernen des Zwischenwirtes (Weißpappeln) in ca. 500 m Umkreis vermieden.